# Bloodbath (album)
Bloodbath è il quarto album del gruppo musicale thrash metal greco Suicidal Angels, pubblicato per l'etichetta discografica NoiseArt Records il 27 gennaio 2012.

## Tracce
1. Bloodbath – 4:41
2. Moshing Crew – 3:51
3. Chaos (The Curse Is Burning Inside) – 4:35
4. Face of God – 3:36
5. Morbid Intention to Kill – 6:07
6. Summoning of the Dead – 4:21
7. Legacy of Pain – 3:32
8. Torment Payback – 2:55
9. Skinning the Undead – 3:22
10. Bleeding Cries – 6:01

## Formazione
- Angelos Kritsotakis – basso
- Orpheas Tzortzopoulos – batteria
- Nick Melissourgos – voce e chitarra
- Panos Spanos – chitarra